# Cabriite
La cabriite è un minerale scoperto nel 1981 nel giacimento di Oktyabr's nel dipartimento di Noril'sk in Russia ed approvato dall'IMA. Il nome è stato attribuito in onore del mineralogista canadese Louis J. Cabri.

## Morfologia
La cabriite è stata scoperta sotto forma di grani di circa 200µm.

## Origine e giacitura
La cabriite è stata trovata in minerali di solfuri di rame e nichel, in particolare la mooihoekite, la putoranite e la talnakhite. Si trova a volte concresciuta con polarite, sobolevskite e sperrylite ed altri minerali di metalli del gruppo del platino. La cabriite si trova in associazione con cassiterite e stannite e probabilmente si è formata contemporaneamente ad essi.